# Europese kampioenschappen badminton 1978
De 6e editie van het Europees kampioenschap badminton werd georganiseerd door de Engelse stad Preston. Het toernooi duurde drie dagen, van 13 april 1978 tot en met 15 april 1978.

## Medaillewinnaars
| Onderdeel      | 1e plaats                 | 2e plaats                     | 3e plaats                        |
| -------------- | ------------------------- | ----------------------------- | -------------------------------- |
| Mannen enkel   | Flemming Delfs            | Thomas Kihlström              | Ray Stevens                      |
| Mannen enkel   | Flemming Delfs            | Thomas Kihlström              | Sture Johnsson                   |
| Vrouwen enkel  | Lene Køppen               | Jane Webster                  | Anette Börjesson                 |
| Vrouwen enkel  | Lene Køppen               | Jane Webster                  | Joke van Beusekom                |
| Mannen dubbel  | Mike Tredgett Ray Stevens | Bengt Fröman Thomas Kihlström | David Eddy Eddy Sutton           |
| Mannen dubbel  | Mike Tredgett Ray Stevens | Bengt Fröman Thomas Kihlström | Stefan Karlsson Claes Nordin     |
| Vrouwen dubbel | Nora Perry Anna Statt     | Jane Webster Barbara Sutton   | Inge Borgström Pia Nielsen       |
| Vrouwen dubbel | Nora Perry Anna Statt     | Jane Webster Barbara Sutton   | Joke van Beusekom Marjan Ridder  |
| Gemengd dubbel | Mike Tredgett Nora Perry  | Steen Skovgaard Lene Køppen   | Billy Gilliland Joanna Flockhart |
| Gemengd dubbel | Mike Tredgett Nora Perry  | Steen Skovgaard Lene Køppen   | Rob Ridder Marjan Ridder         |
| Teams          | Engeland                  | Denemarken                    | Zweden                           |

## Medaillespiegel
| Plaats | Land       | Goud | Zilver | Brons | Totaal |
| 1      | Engeland   | 4    | 2      | 2     | 8      |
| 2      | Denemarken | 2    | 2      | 1     | 5      |
| 3      | Zweden     | 0    | 2      | 4     | 6      |
| 4      | Nederland  | 0    | 0      | 3     | 3      |
| 5      | Schotland  | 0    | 0      | 1     | 1      |
| Totaal | Totaal     | 6    | 6      | 11    | 23     |